# Користування
Користува́ння — добування з речей їхніх корисних властивостей (наприклад, збирати врожай, вживати продукти харчування, носити одяг і взуття). Одна з трьох класичних правомочностей власника (нарівні з володінням і розпорядженням).
Користуватися можна як речами, так і послугами, а також нематеріальними сутностями (наприклад, мовою, пільгою).
Право користування в об'єктивному значенні — це правові норми, які встановлюють порядок добування корисних властивостей речей для задоволення потреб власника чи інших осіб.
Право користування у суб'єктивному значенні (лат. ius utendi) — це закріплена нормами права (тобто юридично забезпечена) можливість добування корисних властивостей речі для задоволення потреб власника чи інших осіб.
Користування може бути платним і безоплатним, строковим і безстроковим, законним і незаконним (без достатніх правових підстав), а також розрізняється залежно від об'єкта користування. Так, виділяють користування землею, користування надрами, загальне природокористування тощо.
Деякі види діяльності, в основі яких лежить користування, мають власні назви (наприклад, найм, прокат, лізинг, кредит).